# 沖ノ島村 (愛知県)
沖ノ島村（おきのしまむら）は、愛知県海東郡にあった村。現在のあま市の一部にあたる。

## 地理
福田川中流の右岸に位置していた。

## 歴史
- 1878年（明治11年）海東郡大切戸新田の一部を編入[2]。
- 1889年（明治22年）10月1日、町村制の施行により、海東郡沖之島村が単独で村制施行し、沖ノ島村が発足[1][2]。大字は編成せず[2]。
- 1890年（明治23年）10月1日、海東郡安松村、遠島村と合併し、宝村を新設して廃止された[1][2]。合併後、宝村沖之島となる[2]。

### 地名の由来
海岸線から見た沖のヨシ山（ヨシの生い茂った洲）の呼称。

## 産業
- 農業[2]